# Гебхард I фон Рехберг
Гебхард I фон Рехберг (на немски: Gebhard I von Rechberg; † между август 1395 и 29 ноември 1397) от благородническия швабски род Рехберг, е господар на Хоенрехберг (при Швебиш Гмюнд), Рехбергхаузен и Рамсберг (в Донцдорф в Баден-Вюртемберг), Илерайхен (до Алтенщат на Илер в Бавария), пфандхер цу Вайсенхорн и Марщетен.

## Произход и управление
Той е вторият син на Конрад IV фон Рехберг († 1351), господар на Хоенрехберг, Илерайхен, Щауфенек, Рамсберг, Келмюнц, и съпругата му Луция фон Айхайм, дъщеря наследничка на Бертхолд фон Айхайм-Илерайхен. Баща му се жени втори път пр. 1346 г. за Удилхилд фон Нойфен († сл. 1351).
Гебхард I фон Рехберг управлява от 1351 г. заедно с брат си Албрехт III фон Рехберг († 1408), женен за Анна фон Хоенцолерн и втори път за шенка Барбара фон Ербах († 1408).
Гебхард I умира между 1395 и 29 ноември 1397 г. и е погребан в манастир „Готесцел“.

## Фамилия
Гебхард I фон Рехберг се жени за Маргарета фон Хоенцолерн († сл. 1 декември 1433), сестра на Анна фон Хоенцолерн, дъщеря на граф Фридрих фон Хоенцолерн († 1365/1368) и Маргарета фон Хоенберг-Вилдберг († сл. 1343). Те имат четири деца:
- Маргарета († сл. 1406), омъжена за Ханс фон Елербах († пр. 1460)
- Берта († сл. 1430), омъжена 1391 г. за Конрад фон Шеленберг цу Мунделфинген и Хюфинген, рицар († сл. 25 септември 1448)
- Албрехт фон Рехберг († 24 юни 1426, погребан в Илерайхен), господар на Илерайхен, Илербойрен, Рехбергхаузен и Келмюнц в Швабия, женен за Маргарета фон Верденберг-Зарганс († 1422/сл. 1451), дъщеря на граф Еберхард III фон Верденберг-Зарганс-Трохтелфинген († 1416) и вер. втората му съпруга Анна фон Цимерн († 1445). Той има 12 деца.
- Аделхайд († сл. 1438), омъжена за Албрехт фон Бюрглен, рицар, жител на Констанц († 21 март 1407/27 април 1408), син на рицар Арнолд II фон Бюрглен († 1342/1346) и Катарина фон Клингенберг († сл. 1335)

Вдовицата му Маргарета фон Хоенцолерн се омъжва втори път пр. 18 октомври 1398 г. за Албрехт фон Абенсберг († сл. 1407) и трети път сл. 13 май 1424 г. за Вилхелм фон Пуехберг († 1426).